# Siebenrockiella
Genre
Synonymes
- Panyaenemys Diesmos, Parham, Stuart & Brown, 2005

Siebenrockiella est un genre de tortues de la famille des Geoemydidae.

## Répartition[2]
Les deux espèces de ce genre se rencontrent :
- au Cambodge ;
- en Indonésie sur les îles de Java et de Sumatra, et au Kalimantan ;
- au Laos ;
- en Malaisie orientale et occidentale ;
- au Myanmar ;
- à Singapour ;
- aux Philippines sur l'île de Palawan ;
- en Thaïlande ;
- au Viêt Nam.

Sa présence est incertaine au Brunei.

## Liste des espèces
Selon TFTSG (16 juin 2011) :
- Siebenrockiella crassicollis (Gray, 1830)
- Siebenrockiella leytensis (Taylor, 1920)

## Publication originale
- Lindholm, 1929 : Revidiertes Verzeichnis der Gattungen der rezenten Schildkröten nebst Notizen zur Nomenklatur einiger Arten. Zoologischer Anzeiger, vol. 81, p. 275–295.